# 78429 Baschek
78429 Baschek è un asteroide della fascia principale. Scoperto nel 2002, presenta un'orbita caratterizzata da un semiasse maggiore pari a 2,9713777 UA e da un'eccentricità di 0,1060834, inclinata di 9,68410° rispetto all'eclittica.
L'asteroide è dedicato all'astronomo danese Bodo Baschek.